# ريج غروث
ريج غروث هو سياسي أسترالي، ولد في 1 فبراير 1914، وتوفي في 20 مارس 1994. نشط حزبياً في حزب العمال الأسترالي (فرع جنوب أستراليا) ‏. وقد انتخب عضو المجلس النيابي لجنوب أستراليا ‏ عن دائرة Electoral district of Salisbury (South Australia) ‏ وقد انضم خلال فترته النيابية (30 مايو 1970 – 14 سبتمبر 1979) للكتلة البرلمانية حزب العمال الأسترالي (فرع جنوب أستراليا) ‏.